# سن-ساموئل، کبک
سن-ساموئل (به فرانسوی: Saint-Samuel) شهری در منطقه شهری آرتاباسکا ناحیه سانتر-دو-کبک در استان کبک کانادا است. در سرشماری سال ۲۰۱۱ این شهر ۷۰۵ نفر جمعیت داشته‌است و مساحت آن ۴۲٫۸۹ کیلومتر مربع است.